# Polski Kościół Ewangelicko-Augsburski na Obczyźnie
Polski Kościół Ewangelicko-Augsburski na Obczyźnie, PKEANO – Kościół luterański istniejący w latach 1952–1995, a skupiający polską emigrację ewangelicką po II wojnie światowej. Centrum wyznania mieściło się w Londynie. Jego liderem był biskup Władysław Fierla.

## Historia
Polski Kościół Ewangelicko-Augsburski na Obczyźnie został zorganizowany przez polską społeczność luterańską, która po 1945 roku z powodów politycznych znalazła się poza granicami kraju. Podstawą do jego ukonstytuowania się był dekret Prezydenta Rzeczypospolitej z 15 grudnia 1952 roku.
Pierwszy Synod PKEANO, który odbył się w listopadzie 1953 roku, wybrał jego zwierzchnikiem dotychczasowego seniora duszpasterstwa emigracyjnego, Władysława Fierlę. Kierował on Kościołem do 1995 roku.
Polski Kościół Ewangelicko-Augsburski na Obczyźnie był w swoim nauczaniu wspólnotą konserwatywną, nastawioną na zachowanie charakteru narodowego denominacji. Przez dziesięciolecia utrzymywał braterski alians z amerykańskim Synodem Missouri. 
W 1960 roku PKEANO wystąpił ze Światowej Federacji Luterańskiej. Wspólnota uczestniczyła w pracach Rady Kościołów Luterańskich w Wielkiej Brytanii oraz brała udział w Wolnej Konferencji Luterańskiej. W 1972 roku zawarła interkomunię z Polskim Kościołem Ewangelicko-Reformowanym w Wielkiej Brytanii.
W 1995 roku, po śmierci biskupa Władysław Fierli, na skutek problemów wewnętrznych jakie nastąpiły po sesji synodalnej z 1991 roku PKEANO rozpadł się, a poszczególne parafie podporządkowały się różnym denominacjom luterańskim.